# 原町火力發電廠
原町火力發電廠（日語：日语：），位於日本福島縣南相馬市原町區金澤字大船的燃煤火力發電廠，由東北電力株式會社興建並營運。

## 沿革
位於福島縣南相馬市的原町火力發電廠，緊鄰太平洋沿岸，1號機於1997年7月完工商轉，接續進行2號機興建計畫，該廠所採用的燃煤全為海外進口的煤炭，2010年起開始混入木質生物質燃料燃燒。
並且原町火力發電廠由於燃燒煤炭的空氣汙染原罪，目前正積極引進最新的硫化物、氮化物集塵設備、防噪音、廢熱水處理設備等，一改燃煤火力發電廠燃燒後從煙囪排放煙灰與黑煙的刻板印象，及降低對環境的影響。
1號機組為東北電力株式會社首次採用1,000MW級的大容量發電機組，也是當時日本最大的火力發電機組，採用超超臨界鍋爐與汽輪發電機，主蒸汽溫度為566°C，再熱蒸汽溫度為593°C，主汽蒸汽壓力24.5MPa，由於採用的鍋爐技術為當代最先進，因此熱效率高達44%以上。在此之後新建的2號機組其鍋爐主蒸汽溫度和再熱蒸汽溫度均提高至600℃，使2號機的熱效率又比1號機更高許多。
除此之外，原町火力發電廠利用廠區多餘空間新建了原町太陽能發電場，於2015年1月15日完工商轉。

### 地震災害

#### 東日本大震災
2011年3月11日下午日本東北地方近海發生地震矩規模9.0的強烈地震，其引發的海嘯到達原町火力發電廠時高18公尺，發電廠直接受到海嘯襲擊，造成嚴重損壞，停止運轉，其中有一名工作人員在逃難疏散過程中死亡，除了發電廠設備，海嘯也將卸煤碼頭的四部卸煤機損毀，一艘8萬噸級運煤輪沉沒，電廠漏油也引發大火。
地震災後，由於鄰近的福島第一核能發電廠發生核安事故，原町火力發電廠被列入緊急疏散準備區，因此發電廠重建工程一直未進行，直到2011年9月緊急疏散準備區解除管制，原町火力發電廠才展開修復重建工程。原計劃於2013年夏季左右重新運轉，但由於重建工作進展順利，2號機組於2012年11月3日重新併聯試運轉，1號機組於2013年1月28日重新併聯試運轉。 2號機組於同年3月29日恢復商轉，1號機組於同年4月26日恢復商轉，自此東北電力轄下所有受地震災害影響的火力發電廠均恢復運轉。

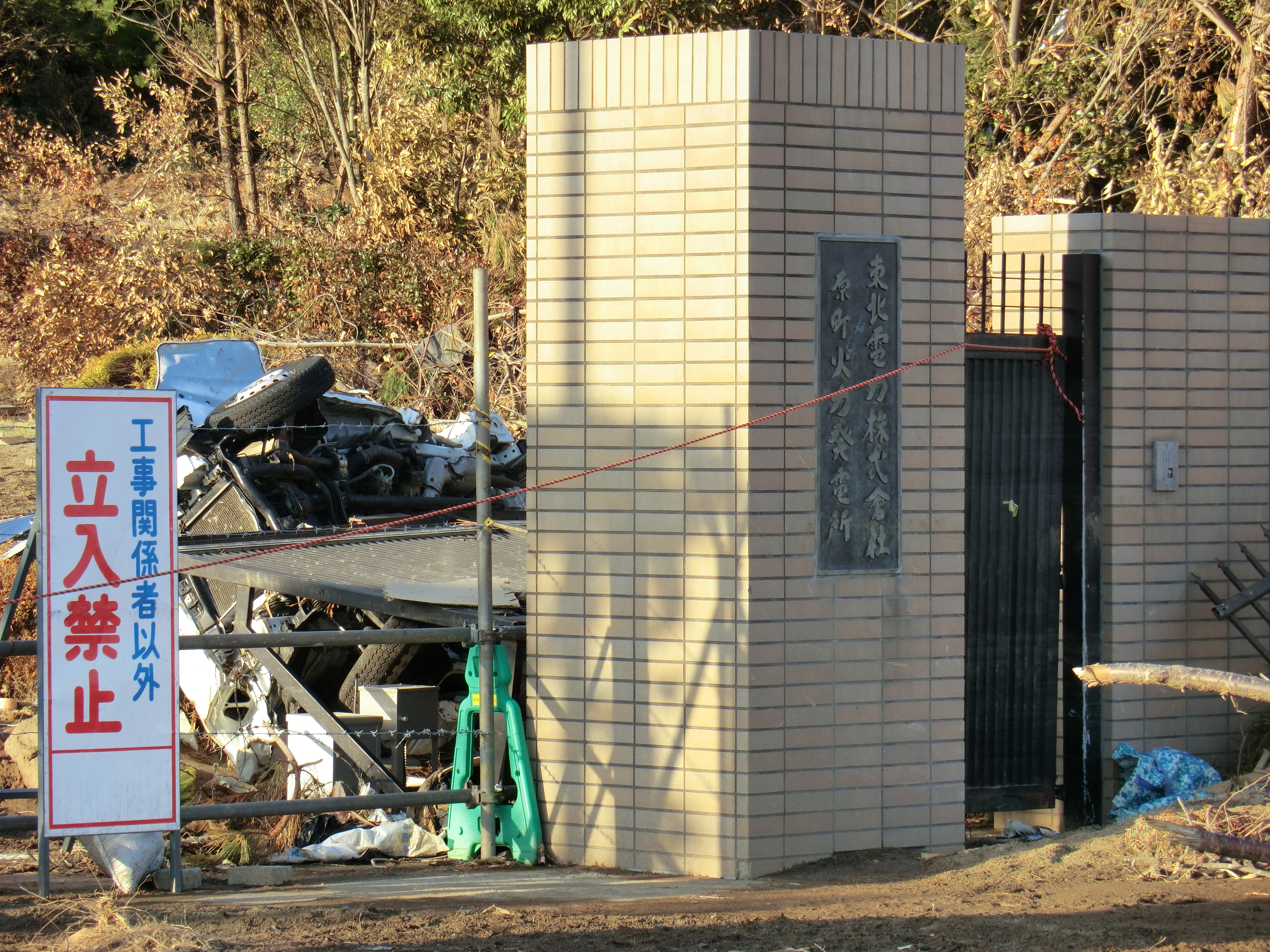
震災後的原町火力發電廠大門，當時已關閉，並且尚未有具體復建的目標。（2011年4月16日攝）
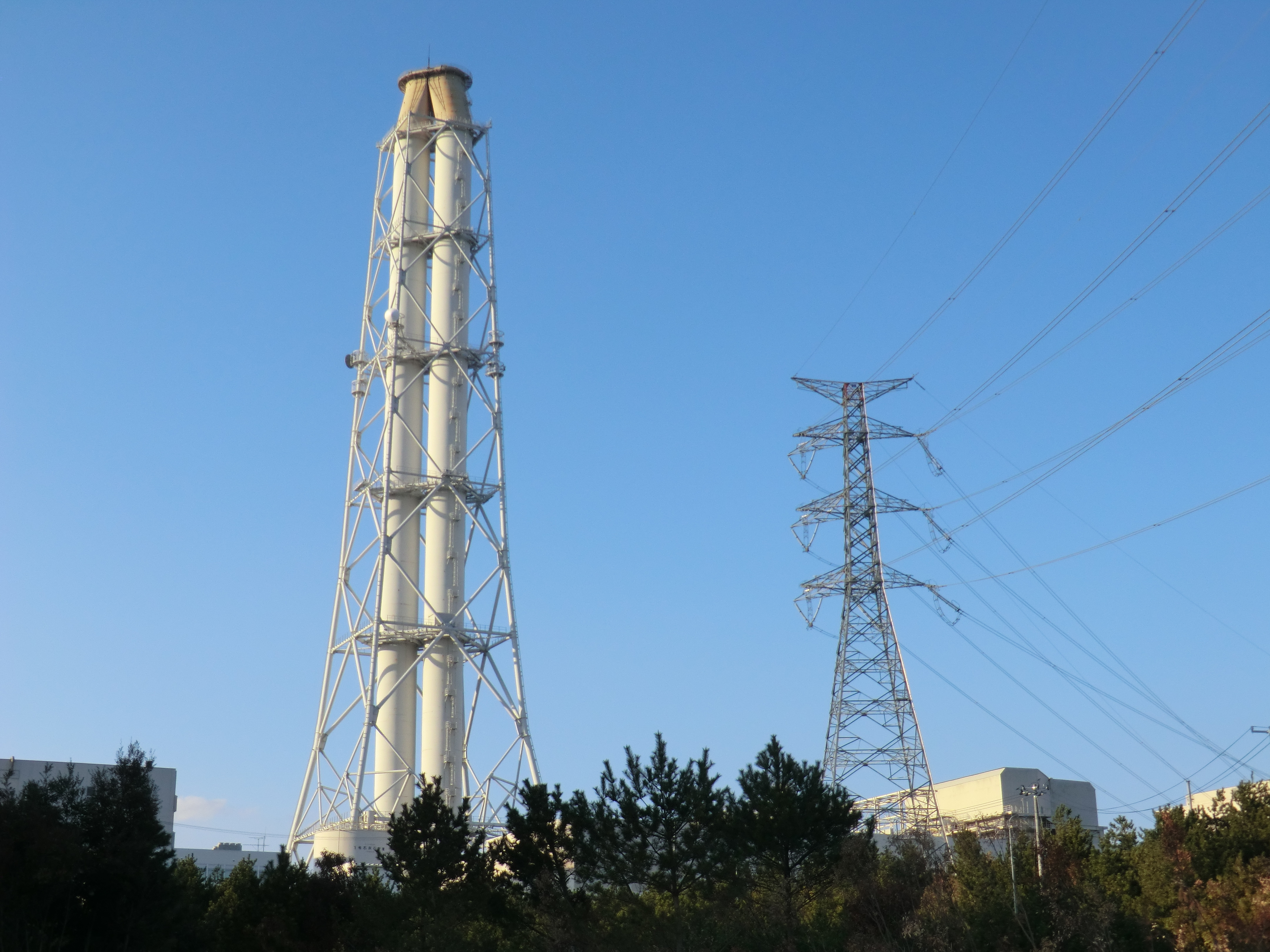
電廠煙囪。（2011年4月16日攝）
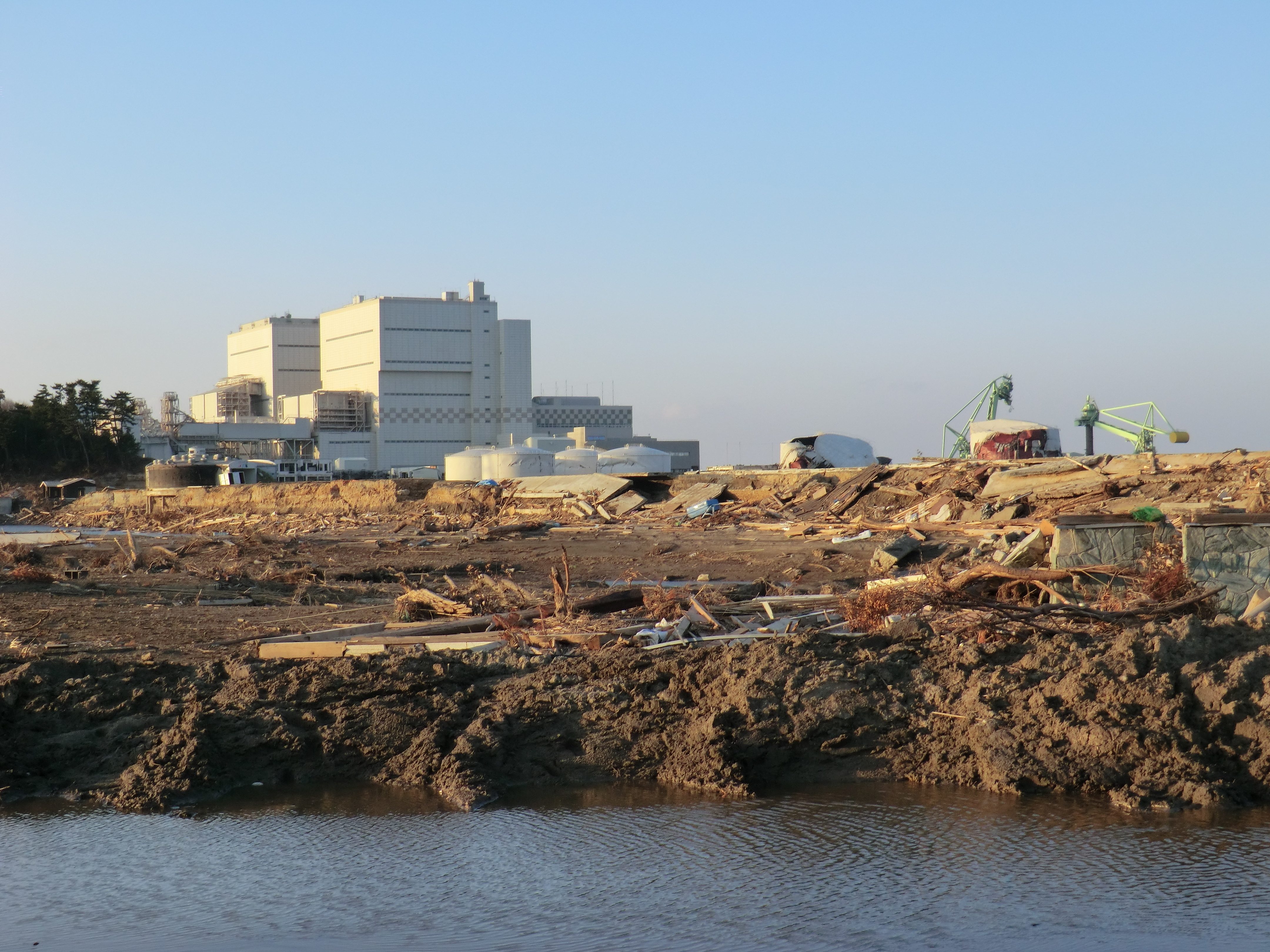
部分遭海嘯沖毀的燃料儲槽。（2011年4月16日攝）
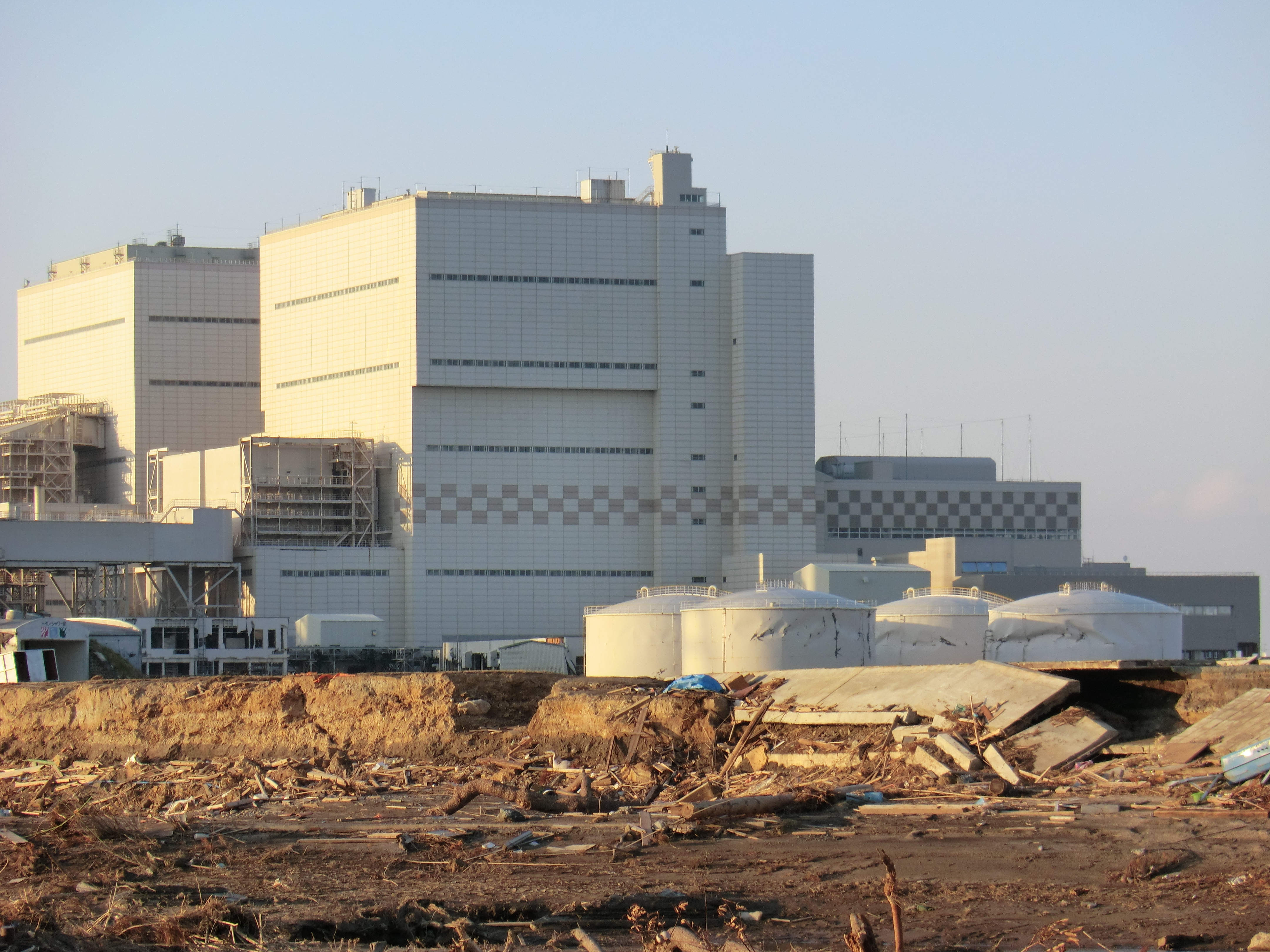
畫面放大後可發現燃料儲槽被沖毀的狀況。（2011年4月16日攝）
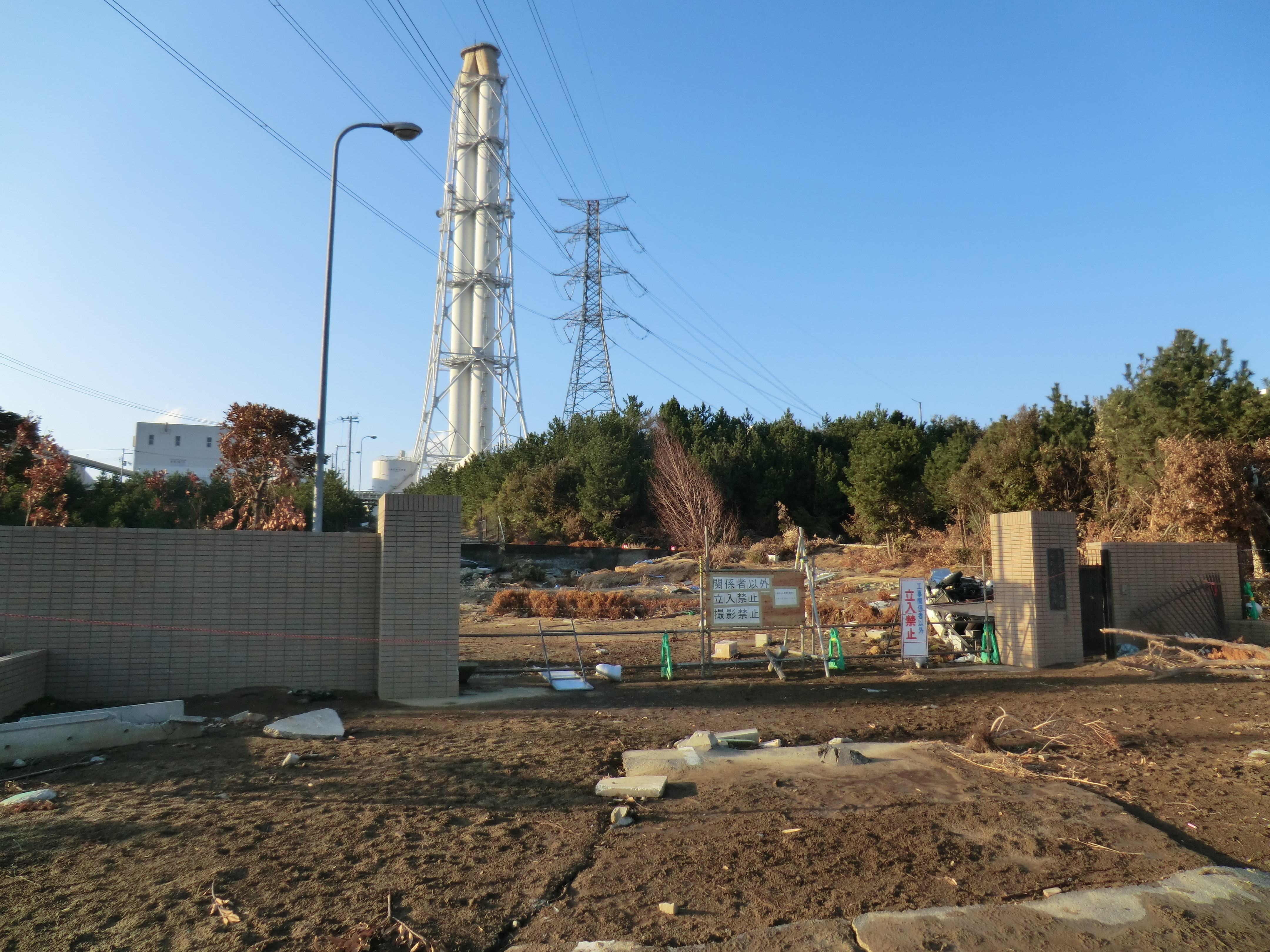
從電廠正門外拍攝廠區內的受災狀況。（2011年4月16日攝）

#### 2022年福島地震
2022年3月16日福島縣近海發生日本氣象廳震級7.4強烈地震。受地震影響，1號機組自動停機，鍋爐和燃料設備也遭到損壞。同年5月10日1號機組修復重新運轉。

## 設施

### 發電機組
| 名稱   | 鍋爐類型                                | 發電機類型                 | 機組數量 | 發電燃料         | 裝置容量 （MW） | 商轉日期      | 狀態     |
| ------ | --------------------------------------- | -------------------------- | -------- | ---------------- | --------------- | ------------- | -------- |
| 一號機 | 日本三菱重工製超超臨界鍋爐              | 日本東芝製汽輪發電機       | 1        | 燃煤、木質生質能 | 1,000MW         | 1997年7月11日 | 商轉中。 |
| 二號機 | 日本Babcock-Hitachi K.K公司製超臨界鍋爐 | 日本日立製作所製汽輪發電機 | 1        | 燃煤、木質生質能 | 1,000MW         | 1998年7月3日  | 商轉中。 |

| 光電板型號       | 太陽能發電類型 | 光電板數量（片） | 裝置容量（MW） | 商轉日期      | 狀態   |
| ---------------- | -------------- | ---------------- | -------------- | ------------- | ------ |
| 單晶矽太陽光電板 | 地面式太陽光電 |                  | 1MW            | 2015年1月15日 | 商轉中 |

## 外部連結
- 東北電力 （页面存档备份，存于）（日語）
- 原町火力発電所PRホール （页面存档备份，存于）（日語）